# Point Barrow
Pour les articles homonymes, voir Barrow.
 (novembre 2023).
Si vous disposez d'ouvrages ou d'articles de référence ou si vous connaissez des sites web de qualité traitant du thème abordé ici, merci de compléter l'article en donnant les références utiles à sa vérifiabilité et en les liant à la section « Notes et références ».
Point Barrow (ou Nuvuk du nom du village inuit situé sur la pointe) (71° 23′ 12″ N, 156° 28′ 45″ O) désigne à la fois une péninsule et la pointe nord de ce cordon littoral situé sur la côte arctique dans l’État américain d’Alaska, à 14 kilomètres au nord-est de Barrow. C’est le point le plus septentrional des États-Unis.
La pointe Barrow est un repère géographique qui délimite deux mers et un océan, la mer des Tchouktches à l’ouest et la mer de Beaufort à l’est, séparées par l'océan Arctique situé au nord. C'est par ailleurs le seul point continental touché,  en un point, par les eaux de l'océan Arctique. En dehors de la pointe Barrow, les repères terrestres des limites de l'océan Arctique ne bordent que des îles. 
Le lagon Elson est situé au sud-est de la péninsule.
Un village inuit, Nuvuk, était situé à la pointe de la péninsule.

## Toponymie
Elle a été découverte par Frederick William Beechey en 1825 et baptisée en l’honneur de Sir John Barrow, un homme d’État et géographe de l’Amirauté Britannique.

## Géographie
Point Barrow est une péninsule, plus précisément sa pointe, située en Alaska. Elle se trouve à 14 kilomètres au nord-est de Barrow, aujourd'hui Utqiagvik. La distance de la pointe de la péninsule au pôle Nord est de 2 078 kilomètres.
La péninsule Barrow est encadrée par la mer des Tchouktches à l’ouest, l'océan Arctique au nord, la mer de Beaufort à l’est et le lagon Elson au sud-est.

## Géologie
La péninsule Point Barrow est constituée de dépôts de sédiments provenant des mouvements glaciaires.

## Histoire
Des vestiges archéologiques montrent que la Pointe Barrow a été colonisée par des ancêtres des actuels indiens Inupiat près de 1 000 ans avant l’arrivée des premiers Européens. La péninsule est un important site archéologique où on a mis au jour de nombreuses sépultures et artefacts (ulus et bolas notamment) associés à la culture de Thulé. La route de migration des baleines à bosse passe au large de la pointe Barrow et l'on suppose que l'homme a choisi de s'y établir en raison des perspectives de pêche. Non loin de là, on trouve à Birnirk des sépultures à tumulus associées à la culture de Birnirk plus ancienne, identifiée en 1912 par Vilhjalmur Stefansson alors qu'il effectuait des fouilles dans la région.
William Lauriston Howard en 1886 explore tout le nord de l'Alaska du détroit de Kotzebue à la pointe Barrow. 
La navigation au large de la Pointe Barrow se fait hors glace seulement deux ou trois mois par an.

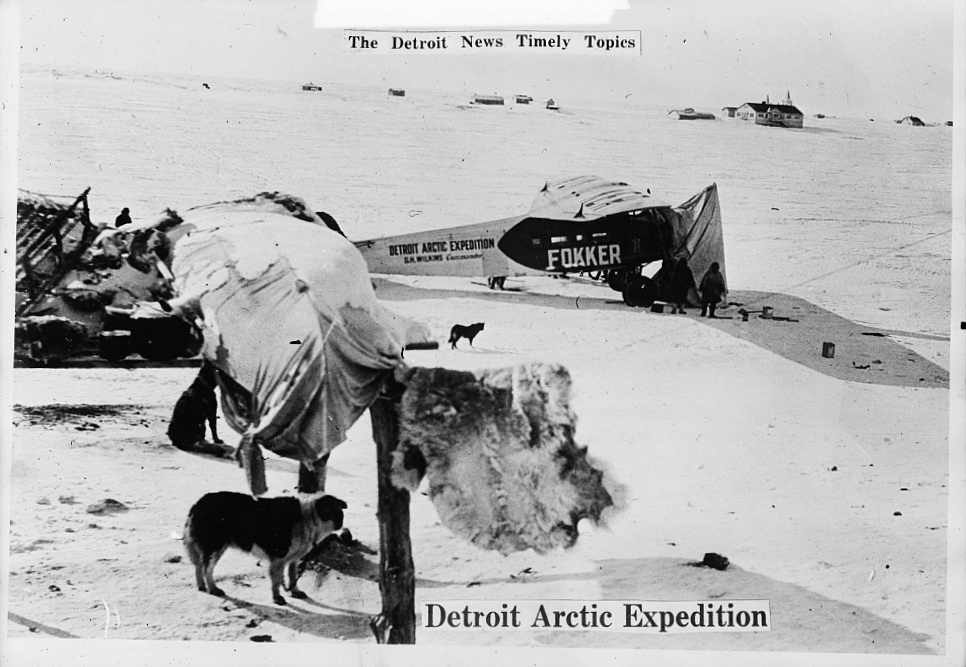
Expédition Arctique du Détroit de Wilkins (1926).

Elle a servi de camp de base pour de nombreuses expéditions arctiques, dont l’Expédition du Détroit de Wilkins et la traversée en avion de l’Arctique au Spitzberg effectuée le 15 avril 1928 par Eielson et Wilkins. Non loin de là se trouve l'endroit où, le 15 août 1935, l'avion de Wiley Post s'est écrasé.
Entre 1965 et 1972, la péninsule a servi d'aire de lancement de fusées-sonde ; une station météorologique du Global Atmosphere Watch y est toujours en activité.
Aux États-Unis, le terme de Point Barrow whales renvoie aux baleines piégées par la banquise en 1988 au large de la Pointe Barrow, et qui suscitèrent dans le pays un grand élan de générosité cette année-là.

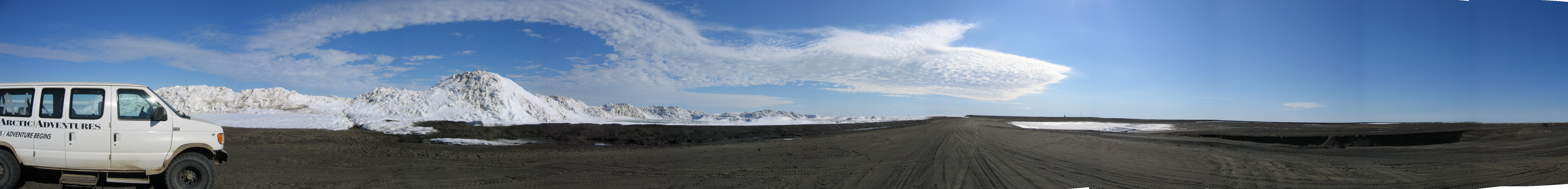
Panorama montrant l'extrémité de la Pointe Barrow.